# Hidegség
Hidegség (kroatisch Vedešin) ist eine ungarische Gemeinde im Kreis Sopron im Komitat Győr-Moson-Sopron. Sie liegt am südlichen Rand des Neusiedler Sees.

## Gemeindepartnerschaft
- Valea Rece, Rumänien

## Sehenswürdigkeiten
- Brunnen (Hidegségi kút)
- Römisch-katholische Kirche Szent András apostol, ursprünglich im 13. Jahrhundert erbaut

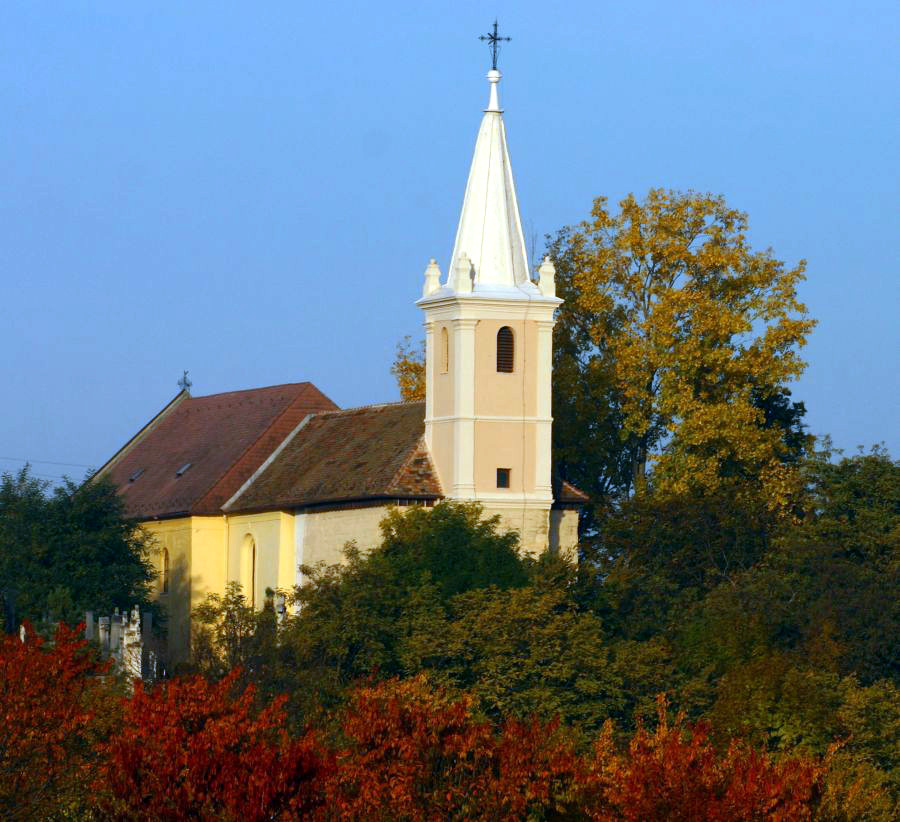
Römisch-katholische Kirche Szent András apostol in Hidegseg

## Verkehr
In Hidegség treffen die Landstraßen Nr. 8518 und Nr. 8525 aufeinander. Die nächstgelegenen Bahnhöfe befinden sich in Fertőboz und Pinnye. Der Neusiedler-See-Radweg führt durch die Gemeinde.